# Titi au cirque
 (mai 2020).
Si vous disposez d'ouvrages ou d'articles de référence ou si vous connaissez des sites web de qualité traitant du thème abordé ici, merci de compléter l'article en donnant les références utiles à sa vérifiabilité et en les liant à la section « Notes et références ».
Pour plus de détails, voir Fiche technique et Distribution.
Titi au cirque (Tweety's Circus) est un court métrage animé américain Merrie Melodies sorti le 4 juin 1955 et produit par Warner Bros. Le court métrage dure environ sept minutes et est réalisé par Friz Freleng.